# Pueblo sapo
El pueblo sapo es de origen Krahn. También son conocidos como bush kru, sarpo o krahn del sur. Habitan los valles meridionales y centrales del río Sinoe, en Liberia. Llegaron en el correr del siglo XIX desde el norte y se introdujeron por territorio krawi. Al instalarse cambiaron su nombre por Sapo y sus aldeas dividieron en dos al país kru. Lingüísticamente están emparentados con las comunidades daho, doo, we, glaro, krahn, nyabwa y twabo. Son un pueblo agricultor dedicado al cacao, y el aceite de palma. La pesca complementa su actividad económica.
Los sapo, como el resto de la etnia kru se distinguen de pueblos que los rodean por la ausencia de siclemia. Se estima que su población alcanza las 66.000 personas que tienen la lengua sapo en común. Idioma que pertenece a la familia de lenguas Kru.

## Religión
Las tradiciones religiosas animistas del grupo kru se mantienen en la mayoría de las comunidades sapo. Pero se estima que un 35% del colectivo también participa de alguna congregación cristiana.

## Historia
Los sapo formaban parte de los krahn y con algunos de sus clanes se desplazaron a territorios más al sur debido a la ocupación de sus tierras por los mandé, baulé guró y grupos akan. Los historiadores discrepan con la fecha de estas migraciones krahn, para algunos fue a inicios, y para otros a mediados del siglo XIX. Los sapo nacen como grupo diferente del krahn en esta migración a través del grupo que se aproximo al mar en dirección a la desembocadura del río Sino.